# アラゴン十字軍
アラゴン十字軍 (カタルーニャ語: Croada contra la Corona d'Aragó) は、アラゴン王ペドロ3世に対して結成され、1284年から1285年にかけてアラゴン王国に侵攻した十字軍。海上での敗北と伝染病により失敗に終わった。

## 背景
シチリア晩祷戦争でシチリアを征服したペドロ3世に対し教皇マルティヌス4世は破門を宣告し、アラゴン王位をヴァロワ伯シャルル（フランス王フィリップ3世の息子で、ペドロ3世の甥）に与えると宣言した。
さらにペドロ3世の弟のマヨルカ王ジャウメ2世が十字軍参加を表明し、アラゴンは内戦状態に陥った。ペドロ3世はジャウメ2世がフランスのルシヨン伯を継承するのに反対した経緯があり、兄弟の仲は十字軍で敵対するほどに冷え切っていた。
ペドロ3世はフィリップ3世の息子のナバラ王フェリペ1世（後のフランス王フィリップ4世）が大挙して侵攻してくると予想し、ナバラ王国との国境に長男アルフォンソ（後のアラゴン王アルフォンソ3世）を差し向け防衛にあたらせた。しかしナバラ王国は小規模な襲撃を仕掛けてくるだけだった。フェリペ1世率いるナバラ軍本隊は、一旦父フィリップ3世の十字軍本軍に合流していたためである。

## 十字軍の侵攻

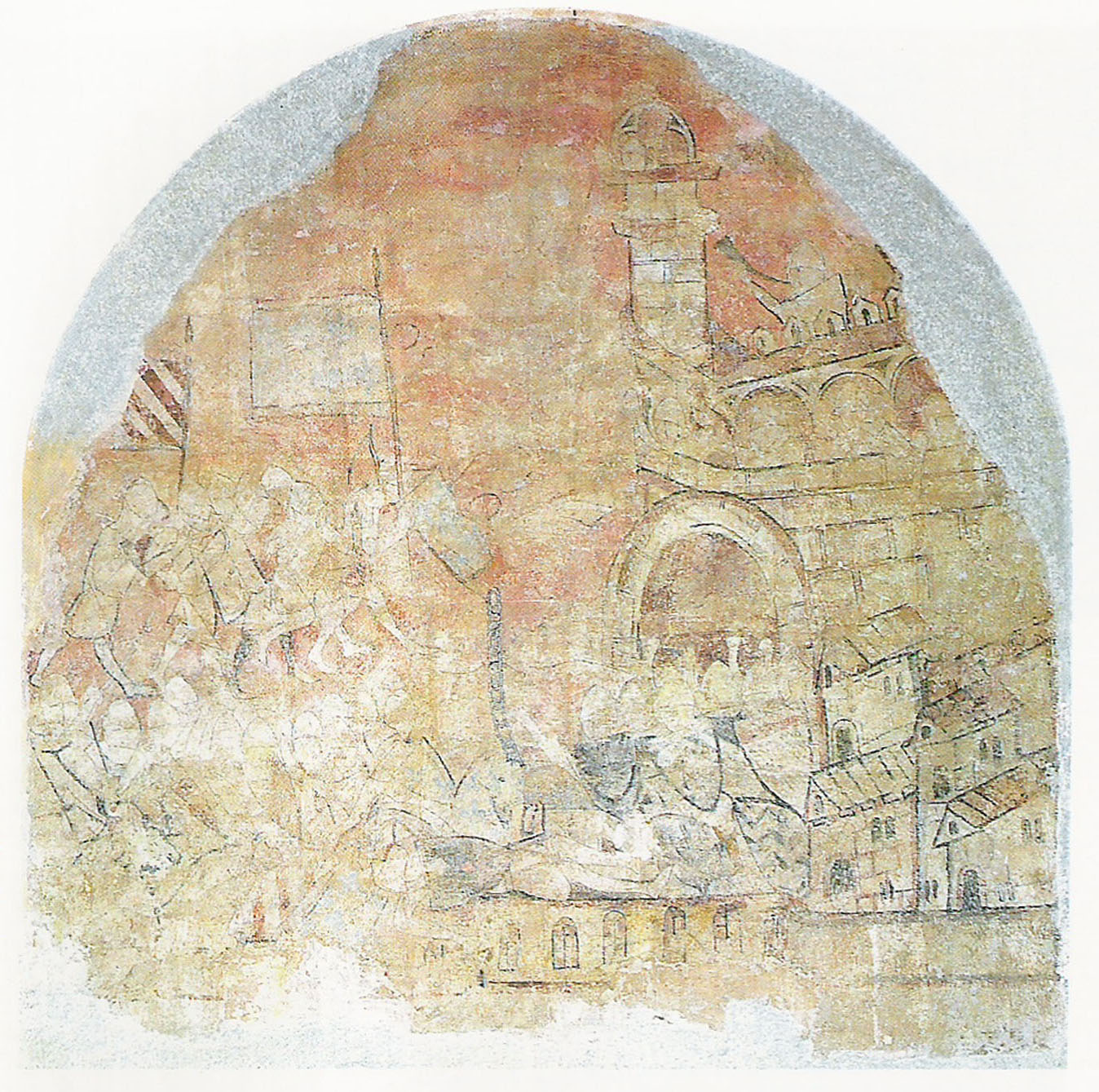
カルドナ城に描かれた、ジローナ包囲戦のフレスコ画。現在はカタルーニャ美術館に展示されている。

1284年、フィリップ3世とシャルル率いる十字軍の第一波がルシヨンに入った。その軍勢は騎兵1万6000人、石弓兵1万7000人、歩兵10万人、フランス南岸からの軍船100隻という威容だった。しかし十字軍は、領主ジャウメ2世の支援にもかかわらず、地元住民の抵抗を受けた。エルヌ市は、半世紀前のルシヨン伯ヌーニョ・サンチェスの庶子で「ルシヨンの私生児」と呼ばれた人物のもとで十字軍に果敢に抵抗した。最終的に市は陥落し、十字軍は教皇特使が参加しているにもかかわらず聖堂を焼き、市民を虐殺した。「ルシヨンの私生児」は降伏交渉に成功し、囚人として十字軍の南進に随行することになった。
1285年、フィリップ3世はジローナを包囲し、街を堀で囲んだ。市は激しく抵抗したが、最終的に占領された。4月28日、ここでシャルルはアラゴン王への戴冠式を挙げたが、本物の王冠はまだ手にしていなかったので、枢機卿ジャン・ショレが自らの帽子をシャルルに与えた。このためシャルルは「帽子王」(roi du chapeau) というあだ名をつけられ嘲笑の的となった。

## アラゴンの勝利
これ以降、ペドロ3世側の反撃が始まった。9月4日、フォルミーガスの海戦でルジェ・ダ・ラウリーア率いるアラゴン艦隊がフランス・ジェノヴァ連合艦隊を破った。陸上ではフランス軍営に赤痢が流行し、フィリップ3世も感染した。フェリペ1世（フィリップ4世）は十字軍続行が難しいと判断し、ペドロ3世と交渉して王族がピレネー山脈を越えて帰国することを認めさせた。取り残された十字軍の兵たちは、指揮官不在のままパニサルス峠の戦いで一方的に蹂躙された。フィリップ3世はマヨルカ王国の首都ペルピニャンで没し、ナルボンヌに埋葬された。ジャウメ2世はペドロ3世に降伏し、臣従を宣言した。

## 評価とその後
歴史家のH・J・チェイターは、アラゴン十字軍について「カペー朝史上、おそらく最も正義に欠け、不必要で悲劇的な企てだった」と述べている。一方、十字軍を経てフランス王となったフィリップ4世が反教皇的な人物になるきっかけとして、アラゴン十字軍はヨーロッパ史上重大な事件であったとみる説もある。後にフィリップ4世はアナーニ事件やアヴィニョン捕囚などを起こして教皇の権威を失墜させ、フランス王の宗教的な独立性と権威を高めていくことになる。どちらにせよ十字軍がフランスに与えた直接的影響は小さなものだった。一方でアラゴンではフィリップ3世死去のわずか1か月後にペドロ3世も世を去った。跡を継いだアルフォンソ3世はマヨルカ、イビサ、メノルカを次々とアラゴンに併合していった。1291年のタラスコン条約により、ペドロ3世以来のアラゴン王への破門が公式に解除された。なお、ジャウメ2世は1295年のアナーニ条約でバレアレス諸島の旧領を返還されたが、これ以降マヨルカ王国はアラゴンのより強い影響下に置かれることとなった。